# 288 Glauke
A 288 Glauke a Naprendszer kisbolygóövében található aszteroida. Karl Theodor Robert Luther fedezte fel 1890. február 20-án.